# Грб Чукотке
Грб Чукотке је званични симбол једног од субјеката Руске федерације са статусом аутономног округа — Чукотке. Грб је званично усвојен 27. новембра 2000. године.

## Опис грба
Грб Чукотског Аутономног Округа је француски хералдички штит љубичасте боје. Централна фигура грба је слика поларног медвједа у бијелом (сребреном) који се налази на врху стилизоване мапе аутономног округа у жутој (златној) боји. Локација административног центра Чукотке, Анадир се представљен осмокраком звијездом црвене боје. Ова слика се налази унутар плавог круга унутар кога се још налази и један прстен црвене боје. Рубови плавог круга представљени су белим (сребрним) украсом.